# Condado de Converse
O Condado de Converse é um dos 23 condados do Estado americano do Wyoming. A sede do condado é Douglas, que é também a sua maior cidade. O condado tem uma área de 11 046 km² (dos quais 24 km² estão cobertos por água), uma população de 12 052 habitantes, e uma densidade populacional de 1,1 hab/km² (segundo o censo nacional de 2000).

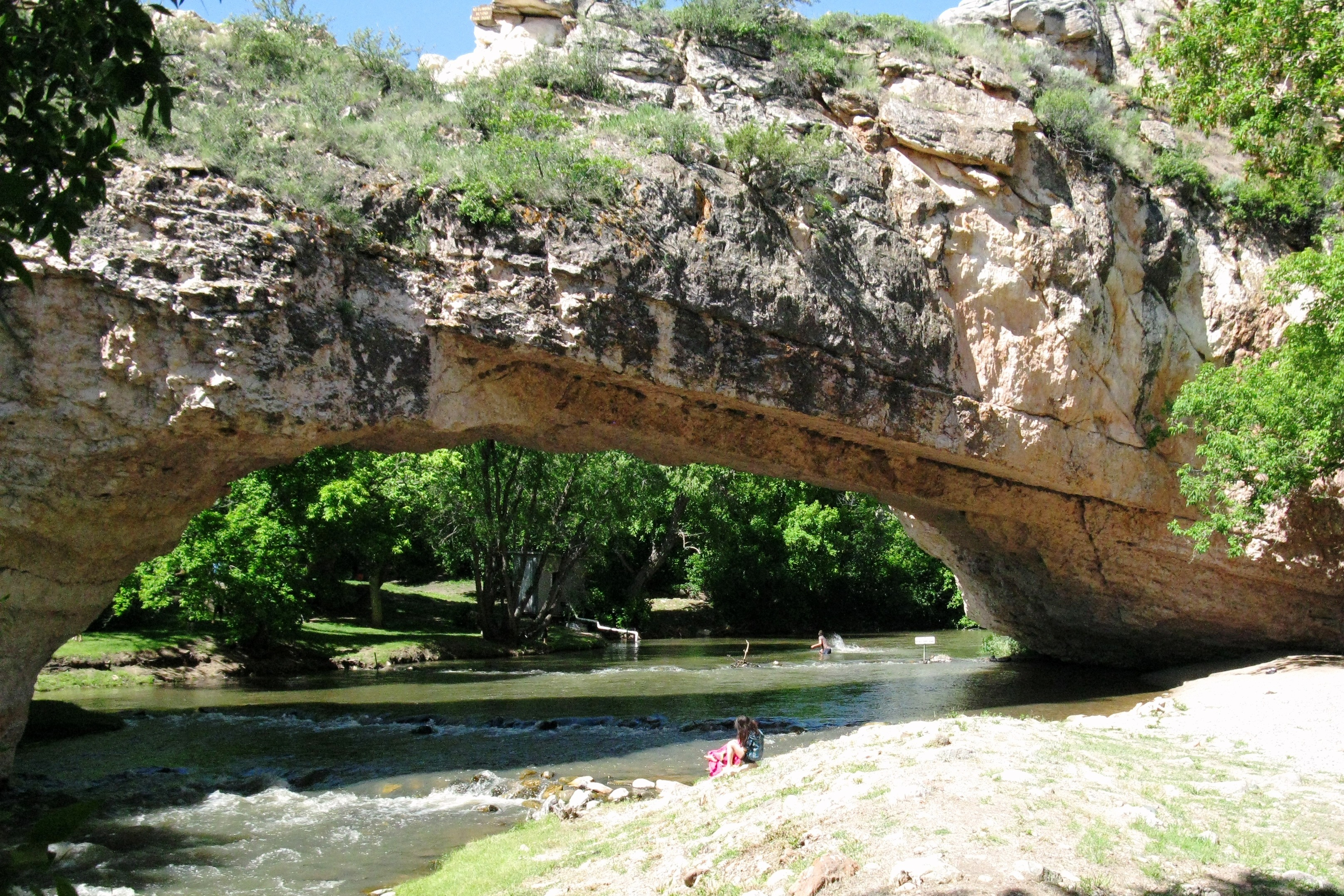
Uma ponte natural no Ayres Natural Bridge Park, no condado de Converse, Wyoming

O condado foi fundado em 1888 e recebeu o seu nome em homenagem a A.R. Converse, um banqueiro e rancheiro de Cheyenne (Wyoming).